# Dscha'ar
Dscha'ar (auch Ja'ār, arabisch جعار, DMG Ǧaʿār) ist eine jemenitische Stadt im Gouvernement Abyan. Sie ist die Hauptstadt des Distrikts Chanfir.
Im April 2011 nutzten der al-Qaida nahestehende Aufständische die Proteste und eroberten die Stadt.
Anfang September 2011 starben bei Luftangriffen der jemenitischen Regierung sieben Menschen.
Des Weiteren griffen die USA Anfang Mai 2012 mit Hilfe von Drohnen einen Stützpunkt von Al-Kaida-Kämpfern an und töteten diverse Mitglieder.